# Ricardo Latcham Cartwright
Ricardo Eduardo Latcham Cartwright  (Brístol, Inglaterra, 5 de marzo de 1869-Santiago, Chile, 16 de octubre de 1943) fue un ingeniero, arqueólogo, etnólogo y folclorista. Se le considera uno de los pioneros de la etnografía mapuche. Fue director del Museo Nacional de Historia Natural de Chile entre 1928 y 1943.

## Niñez y formación

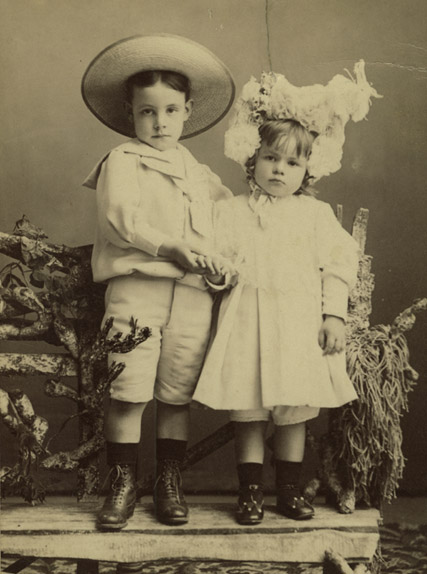
Ricardo Latcham junto con su prima Gilda en 1880.

Nació en la ciudad de Bristol, Inglaterra, donde su familia llevaba residiendo por más de 150 años. Su padre, Thomas Latcham, era un contador y funcionario municipal; su madre fue Victoria Cartwright. A los seis años, en 1875, Ricardo comienza sus estudios en un internado que culmina cuatro años más tarde. Muy de acuerdo a los cánones de la época, Latcham crece en un hogar profundamente victoriano. La observación de las costumbres era rigurosa y también las reglas de la educación eran muy estrictas, demandando, cotidianamente un considerable ceremonial. Este carácter no era muy seguido por Ricardo, quien nunca se sintió muy a gusto en este ambiente tan reglamentado. La familia de Ricardo Latcham llevaba una vida acomodada en Bristol, aunque él nunca mostró demasiada importancia respecto de su condición social. Incluso es posible señalar que fue un rebelde ante lo establecido y a las imposiciones del sistema. Además el pequeño Ricardo Latcham debía enfrentarse a la disyuntiva que le proponían sus progenitores. Mientras su padre lo estimulaba en las matemáticas, el cultivo de la imaginación, las excursiones y el deporte, su madre estaba empecinada en que su hijo siguiera una rígida formación victoriana, respetuosa de los protocolos y adaptado al sistema social en el que vivía. 
Desde niño, Ricardo fue un gran aficionado a los deportes, especialmente el fútbol, y la vida al aire libre y las excursiones. Sus estudios secundarios los realizó en el colegio privado Queen Elizabeth's Hospital de su ciudad natal. Se graduó en 1884. Posteriormente se traslada a Londres y emprende la carrera de Ingeniería Civil en el Polytechnic Institute de la capital inglesa. Se graduó como ingeniero en 1888, a los 18 años de edad. Latcham tenía por entonces un carácter irónico y escéptico, además de tener una especial habilidad para las matemáticas, muy afín con su profesión, mientras que sus estudios humanísticos siempre los profundizó de forma autodidacta, como por ejemplo en el campo de la filosofía, donde se identificó con las doctrinas de John Stuart Mill y Herbert Spencer. Este último tuvo especial influencia en Latcham, pues de él aprendió el método analítico y experimental.

## Viaje y establecimiento en Chile
Antes de que Ricardo Latcham concluyera sus estudios superiores, tuvo la oportunidad de viajar a Chile. Martin Drouilly, agente del gobierno chileno para la colonización de la Araucanía, reclutó a Latcham en el Polytechnic Institute, junto con otros jóvenes profesionales, para colaborar en la preparación de los terrenos de la cordillera de la provincia de Malleco, para ser habitados. De esta forma, Ricardo Latcham llega a Chile el 22 de agosto de 1888, al puerto de Valparaíso, desde el cual continúa viaje hasta Talcahuano. Este viaje era para Latcham la realización de sus sueños de aventura y de conocer tierras lejanas, sin embargo, Chile se transformó en su residencia permanente durante los siguientes 55 años. Nunca volvió a pisar suelo inglés. Latcham trabajó cerca de cinco años en las selvas de Malleco, período en el que tomó contacto con los mapuches, adoptando aspectos de su vida diaria y observando sus costumbres. Por ejemplo, dormía en una ruca, y las comidas y bebidas eran las de los propios habitantes originarios de la zona. En los años siguientes -hasta 1895- se dedicó al estudio de la vida de los mapuches, llegando incluso a aprender mapudungun antes que castellano. 
En 1891, Latcham visita Santiago, en busca de alternativas laborales al trabajo en el sur. En la capital se entera, mediante su amigo John Smart,  de que se necesitan ingenieros para apoyar la construcción del ferrocarril entre Santiago y Melipilla, abriendo caminos y nivelando terrenos. Latcham emprendió esas labores mientras Chile se sumía en una guerra civil. Al tratar con otros ingleses residentes y tener más antecedentes del conflicto, Ricardo Latcham simpatizó con los constitucionalistas. A instancias de Javier Fernández Puelma, dueño de una estancia en Melipilla en la que Latcham alojaba mientras trabajaba en el ferrocarril, se establece en Santiago en 1893 con un trabajo como profesor de inglés en el Instituto Internacional, un colegio secundario particular. Solo ejerce la docencia durante un año, y posteriormente se transforma en el entrenador del Santiago Athletic Football Club, uno de los primeros equipos de fútbol de Santiago, que solía enfrentarse con escuadras porteñas compuestas por ingleses, como el Valparaíso Football Club. Latcham entrenó al equipo hasta 1896. En paralelo, también ejerce el periodismo, colaborando con diarios en lengua inglesa como el Chilean Times, de Valparaíso.
El 1 de abril de 1897, se estableció en La Serena, donde trabajó como profesor de inglés en el Liceo de Hombres y probablemente en la construcción de las líneas férreas de la zona. En esa ciudad se casó a los 29 años con Sara Alfaro Aspeé, alumna del liceo, y nació su hijo Ricardo Latcham Alfaro, destacado escritor y crítico literario. En La Serena Ricardo Latcham comienza con sus trabajos arqueológicos y antropológicos, en las goteras de La Serena y en la costa del Paposo, hallazgos que dará a conocer en 1910. También incursionó en la minería, lo que le permitió conocer a los mineros del norte chico de Chile, a la vez que estudiaba las comunidades que habitaron la zona en el pasado. También se le reconoce como el introductor del fútbol en la zona de La Serena, fundando el club O'Higgins en el seno del Liceo y traduciendo al castellano los reglamentos.

## Desarrollo como intelectual y científico
En 1902 Latcham renuncia como profesor y se traslada de La Serena a Santiago, con el fin de profundizar su vocación científica. Sin embargo, debe pasar penurias económicas, realizando clases que apenas le reportaban recursos para mantener a la familia. La situación comienza a mejorar cuando obtiene algunos trabajos de ingeniería, realizando peritajes para empresas mineras. En 1903 publicó su primer trabajo antropológico en el Journal of the Royal Anthropological Institute of Great Britain and Ireland, titulado «Notes of Chilian Anthropology». En el artículo, Latcham analiza la sociedad chilena de principios del siglo XX, donde señala que el bajo nivel educacional de la población, junto con la mano de obra rudimentaria existente, entre otros factores, impedían el progreso del país. Al mismo tiempo, Latcham estaba sorprendido por el bajo nivel intelectual de las clases populares y los indígenas, donde la escasa instrucción hacía que esta población fuera muy supersticiosa y tuviera creencias absurdas. También Latcham identificó al alcoholismo y la falta de honradez como los vicios más nocivos en el Chile de ese tiempo, junto con señalar que se hablaba muy mal el español y que la falta de formación moral llevaba a una degradación de la población.
Paralelamente, Latcham comienza a frecuentar el Museo Nacional de Historia Natural, donde traba amistad con Carlos E. Porter, quien se desempeñaba en la sección de Entomología del MNHN, de la que sería Jefe entre 1925 y 1930. Latcham revisa ejemplares en la biblioteca del museo, donde estudia la prehistoria. Paralelamente ha comenzado a escribir y difundir artículos sobre la etnología de los mapuches, la arqueología de la prehistoria chilena, la antropología física de los atacameños y diaguitas, la insignia lítica encontrada en Chile, entre otras materias. Todos estos artículos son publicados en medios extranjeros, dado que en Chile no había publicaciones especializadas en antropología. En este sentido, en el ambiente científico chileno se desconocía que Ricardo Latcham viviera en Chile, siempre se lo consideró un científico que trabajaba en otro país. 
Una vez reconocido por la comunidad científica de Santiago, ésta le abre las puertas. Comienza a frecuentar la Sociedad Científica Chilena, la Sociedad de Historia Natural, y la Sociedad Científica Alemana. También empieza a publicar en los Anales de la Universidad de Chile, donde publica varios libros: El comercio precolombino en Chile y otros países de América  (1909), La fiesta de Andacollo y sus andanzas (1910), Costumbres mortuorias de los indios de Chile y otras partes de América (1915), La existencia de la propiedad en el antiguo Imperio de los Incas (1923), Los Incas, sus orígenes y sus ayllus (1928), Las creencias religiosas de los antiguos peruanos (1929) y La agricultura precolombina en Chile y otros países vecinos (1935). La editora Oficina del Libro publica Prehistoria Chilena (1928). En estos años Latcham recibió el apoyo y la guía de intelectuales como Domingo Amunátegui y José Toribio Medina, y en la Biblioteca Nacional fue asistido por Ramón Laval y Enrique Blanchard. Entre 1912 y 1930 Latcham colaboró con la Revista Chilena de Historia y Geografía, invitado por Enrique Matta Vial, quien la fundó en 1911, al mismo tiempo que la Sociedad Chilena de Historia y Geografía. Poco después de la fundación de esta sociedad, Ricardo Latcham es llamado a ser jefe de la Sección de Prehistoria de la misma, lo que le llevó a realizar una serie de conferencias en la Biblioteca Nacional.
Ricardo Latcham montó una fábrica de pinturas, que tuvo un principio exitoso. Sin embargo, la Primera Guerra Mundial hizo que importar pinturas desde Inglaterra fuera algo casi imposible. Esto perjudicó el negocio hasta tal punto que en 1916 Latcham debió liquidarlo. Estas dificultades económicas influyen en su desempeño intelectual, al punto que entre 1916 y 1921 no publicó nada. Hacia 1922 retoma las publicaciones, produciendo un libro por año hasta 1928, en el que produce seis. Sus libros dedicados al estudio de los incas le valen el reconocimiento de la Universidad de San Marcos, que lo nombró doctor honoris causa en 1928.  
En 1927 fue nombrado profesor de Historia del Arte y de Historia del Arte Indígena Americano, y en 1929 fue nombrado como el primer decano de la Facultad de Artes de la Universidad de Chile. Asimismo, en 1936 es nombrado profesor de Prehistoria Americana y Chilena, del Departamento de Historia del Instituto Pedagógico.

## Labor en el Museo Nacional de Historia Natural

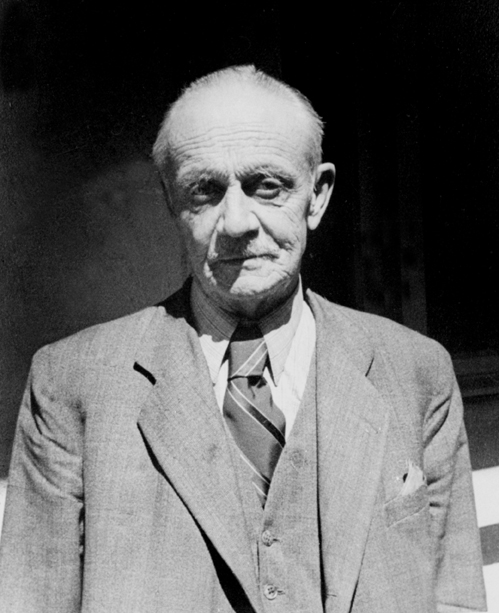
Ricardo Latcham, Director del Museo Nacional de Historia Natural entre 1927 y 1943.

Luego de que Eduardo Moore renunciara a la dirección del MNHN por sus dificultades económicas, y de que el propio museo fuera azotado por un terremoto el 14 de abril de 1927, Ricardo Latcham es designado, el 19 de abril de 1928, como nuevo director por el entonces ministro de Educación Pública, Eduardo Barrios. Latcham tenía por delante un desafío gigantesco: poner de pie un museo que estaba literalmente en las ruinas. A pesar de los severos contratiempos que vivía la institución, la designación de Latcham como director del MNHN (cargo que asumió cuando estaba cerca de los 60 años de edad) fue un reconocimiento a su trayectoria. Según se señala en el tomo XII del Boletín del MNHN «El nombramiento fue bien recibido por todos los círculos científicos e intelectuales del país, en los cuales eran bien conocidos y apreciados los numerosísimos trabajos de investigación y de divulgación de que es autor el señor Latcham».
Inmediatamente asumió el desafío de levantar el edificio y rehabilitarlo para su funcionamiento. Con esto, el MNHN sumó a un inglés en su dirección, luego de que fuera fundado por un francés (Claudio Gay) y organizado por un alemán (Rodolfo Philippi). 
El propio testimonio de Ricardo Latcham permite hacer un cuadro preciso del estado en el que se encontraba el MNHN al momento de asumir como director: «Al hacerme cargo de la Dirección del Museo Nacional a fines de abril de 1928, con encargo del señor Ministro de Instrucción Pública de ver modo de levantar dicho establecimiento del estado de estagnación en que se encontraba en los últimos años, me hallaba frente a un problema que parecía poco menos que irresoluble. El edificio estaba en ruinas, resultado del temblor del 14 de abril de 1927 y, como consecuencia, cerrado para el público. Muchas de las colecciones, sobre todo la de los mamíferos y la de los peces, estaban en un estado deplorable, en parte debido al gran número de años que han estado en servicio y en parte a las lluvias que se filtraban por el techo en todas partes. El Museo carecía de muchos servicios indispensables, sin que, con los fondos para gastos y para fomento, tan exiguos que llegaban a ser irrisorios, se pudiera remediar este estado de cosas. El personal científico, compuesto de especialistas, que habían pasado sus mejores años en investigaciones y en labor técnica intensa, estaba desilusionado por los míseros sueldos que ganaba, inferiores a los de muchos artesanos, y desganado con el abandono a que estaban relegados durante años».
Latcham no solo reconstruyó el edificio del museo (a partir de una donación del Ministerio de Educación de $ 200.000 pesos de la época), sino que también amplió la planta de investigadores, mejoró sus salarios (al momento de asumir Latcham en el MNHN solamente existían dos Jefes de Sección, en 1943 había cinco), y renovó las colecciones. Además se retomaron las publicaciones del MNHN, cuya producción estuvo interrumpida durante 18 años por falta de fondos. Se amplió el edificio, con plantas nuevas que fueron ocupadas por la biblioteca y también por taxidermia, además de oficinas para la dirección y los jefes de sección, y una sala de clases. También se habilitó, en enero de 1937, la Sala Araucana, gracias a sus gestiones con el Ministerio de Fomento. En este espacio se levantó una ruca, obra de mapuches que viajaron desde Temuco y todo lo que hay al interior de estas viviendas se trajo del sur de Chile. Otra exhibición novedosa que se montó a partir del influjo de Latcham fue la maqueta de un pueblo atacameño. Las exhibiciones del MNHN mejoraron gracias a que Ricardo Latcham hizo traer desde Londres a un taxidermista especializado en el montaje de cuadros biológicos.
Las obras de refacción del museo se llevaron a cabo entre 1928 y 1931, sin que se dieran oficialmente por concluidas. Ello recién ocurrió en 1968, cuando Grete Mostny era directora del MNHN. La doctora Mostny rememora esos años de desafíos en el MNHN: «Latcham se encontró con un museo venido a menos, sin medios, sin publicaciones y ante todo sin edificio, pues el terremoto del año anterior lo había destruido. Él consiguió la reconstrucción de las alas este, norte, y parte del ala sur; renovó la exhibición mediante la creación de cuadros biológicos y reemplazó las vitrinas anticuadas por otras modernas. Latcham ocupó la dirección del Museo Nacional de Historia Natural hasta la fecha de su fallecimiento y debe considerarse esta época de 1928-1943 como una de las más felices y fecundas de esta más que centenaria institución». Grete Mostny también destaca que, bajo el mandato de Ricardo Latcham, el Museo Nacional de Historia Natural diversificó su quehacer, pues no solo fue un centro de investigación en ciencias naturales, sino que también se transformó en un centro de investigaciones antropológicas. 
Latcham también organizó expediciones científicas, como la llamada Latcham-Macqueen, por William Macqueen, amigo cercano de Ricardo Latcham, benefactor del MNHN y quien financió el viaje a la región de Aysén de varios jefes de Sección del MNHN, donde se hicieron las primeras prospecciones científicas.  

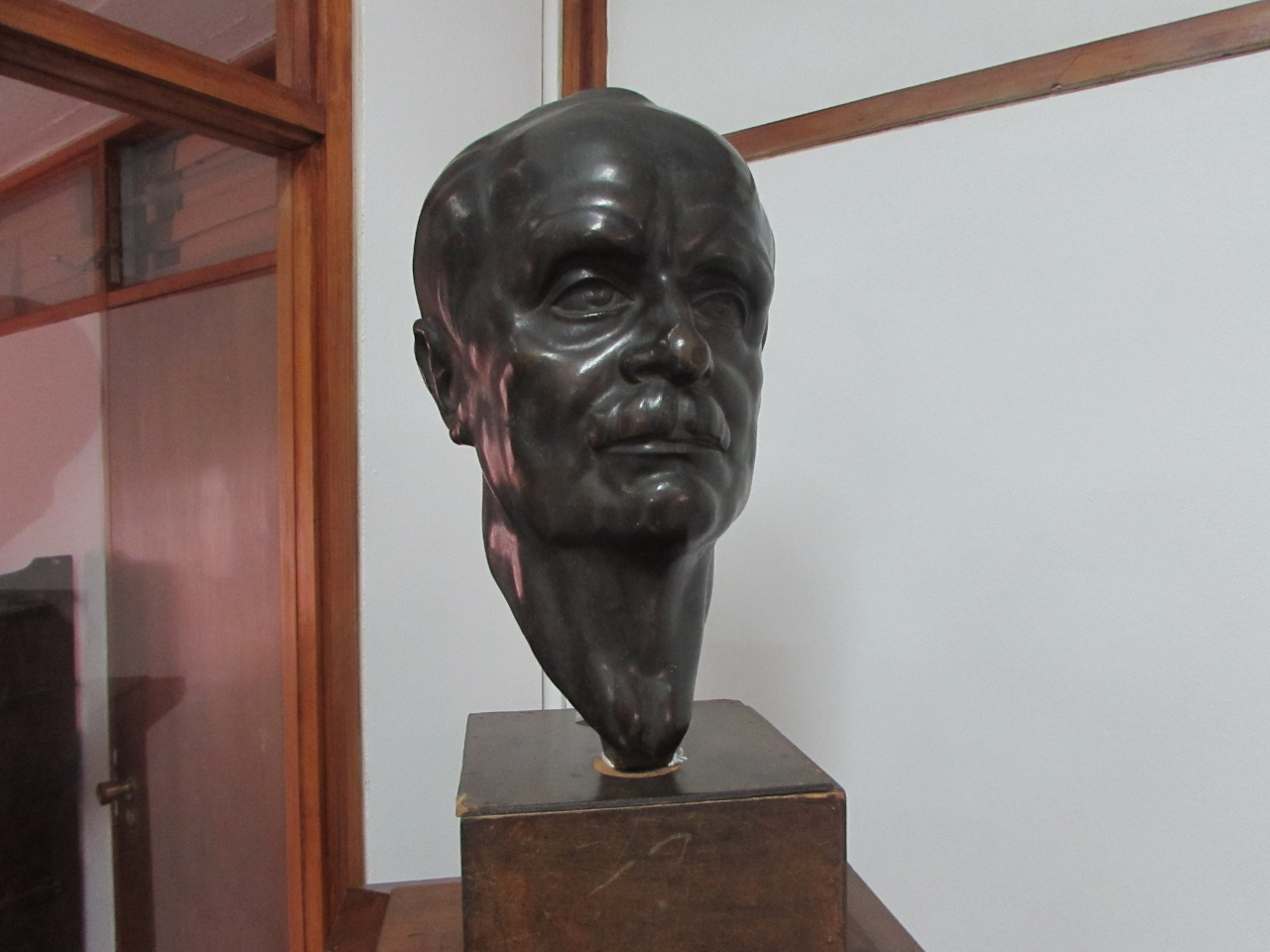
Busto de Ricardo Latcham ubicado en el Área de Antropología del Museo Nacional de Historia Natural, obra del escultor Tótila Albert (1944).

Humberto Fuenzalida, director del MNHN entre 1948 y 1964, lo conoció, y lo describe con estas palabras: «Cuando yo lo conocí era hombre de largos años y dirigía el Museo de Historia Natural. Tenía su oficina al fondo del hall principal y allí se encerraba todas las tardes a trabajar en sus papeles científicos, puesto que la mañana la dedicaba a las tareas administrativas y a la atención del personal científico del establecimiento. Era bajo de estatura, delgado, de andar poco empaquetado, cimbreando el brazo derecho puesto que en el izquierdo siempre llevaba alguna cosa; su hablar velado se veía entrabado por la falta de innumerables dientes que fue perdiendo con el paso del tiempo, sin nunca pensar en reponerlos. Era sencillo y cordial, un poco seco en los primeros contactos, pero luego expansivo y amigo de hablar para contar sus aventuras o discurrir sobre sus afanes intelectuales. En general su espíritu era generoso y, sin excepción, incapaz de guardar rencor o cultivar enemistad prolongada».

## Últimos años
Hacia el final de su vida recibió múltiples homenajes. En 1938, cuando Ricardo Latcham completó 50 años de residencia en Chile, el gobierno lo condecoró con la Orden al Mérito en el grado de Comendador. Además, ese mismo año fue nombrado como miembro honorario de la Universidad de Chile. En 1939, Latcham sumó un nuevo doctorado honoris causa, esta vez por parte de la Universidad Nacional de La Plata. Ya contaba con uno otorgado por la Universidad San Marcos de Lima.
En la década de 1940 la salud de Ricardo Latcham empezó a decaer, sufre afecciones cardíacas y hepáticas. Debe pasar, periódicamente, varios días en cama. Con todo, su actividad no disminuyó. Simultáneamente se preocupa del MNHN, además de escribir nuevas publicaciones, y proyectar nuevos viajes y excursiones. De hecho, en la etapa final de su vida, Latcham se dedicó casi por entero a labores de orden arqueológico.
En palabras de Humberto Fuenzalida, «una deficiencia cardíaca que se le acusó mucho antes de que se preocupara de ella le hacía cansarse al caminar o hablar prolongadamente. Consecuencia de ella era una tos repetida que le aquejaba, aunque él estaba convencido de que era el resultado de los detestables cigarrillos que fumaba sin interrupción desde las primeras horas de la mañana». 
En el tomo XXI del Boletín del Museo Nacional de Historia Natural, se dedican las siguientes palabras a Ricardo Latcham: «Al morir el señor Latcham, no sólo hemos perdido a nuestro Director y al animador más entusiasta, sino que hemos perdido a un amigo entrañable, que antes que por la jerarquía, se imponía ante nosotros por su bondad permanente, por su autoridad científica, por su esclarecido entendimiento, y a las órdenes del cual siempre estuvimos orgullosos de trabajar». Latcham fue sucedido en el cargo de director del MNHN en 1943 por Enrique Ernesto Gigoux.
Ricardo Latcham Cartwright falleció el 16 de octubre de 1943, a los 74 años de edad.

## Obras
- 1909 El comercio precolombino en Chile y otros países de América
- 1910 ¿Quiénes eran los changos?
- 1910 Los changos de las costas de Chile
- 1910 Arqueología chilena
- 1915 La capacidad guerrera de los araucanos
- 1915 Una estación paleolítica en Taltal
- 1915 Conferencias sobre antropología, etnología y arqueología
- 1915 Costumbres mortuorias de los indios de Chile y de otras partes de América
- 1922 Los animales domésticos de la América precolombina
- 1924 La organización social y las creencias religiosas de los antiguos araucanos
- 1928 Prehistoria Chilena
- 1930 Las creencias religiosas de los antiguos peruanos
- 1930 Los incas, sus orígenes y sus ayllus
- 1935 El tesoro de los piratas de Guayacán (obra de ficción histórica)
- 1936 La agricultura precolombina en Chile y los países vecinos
- 1938 Arqueología de la región atacameña
- 1939 Los primitivos habitantes de Chile